# Oswald Feis
Oswald Feis (* 13. März 1866 in Mannheim; † 15. April 1940 in London) war ein deutscher Arzt und Medizinhistoriker.
Nach dem Studium in Heidelberg, Würzburg, Berlin und Jena promovierte er 1889 in Würzburg mit Beiträge zur Kenntnis des engen Beckens mit besonderer Berücksichtigung der Therapie. Von 1890 bis 1894 arbeitete er in Spitälern in Jena und Göttingen. In Frankfurt am Main ließ er sich 1894 als Frauenarzt nieder. Feis musste als Jude in der NS-Zeit 1939 nach England emigrieren.
Neben medizinhistorischen Forschungen lag ihm die Musik am Herzen. Er spielte selbst Geige und war im Kuratorium von Dr. Hoch’s Konservatorium aktiv (1924 bis 1932 als Vorsitzender, 1932 Ehrenmitglied).

## Werke
- Studien über die Genealogie und Psychologie der Musiker. Wiesbaden 1910
- Hector Berlioz : eine pathographische Studie. Wiesbaden 1911